# Solasteractis
Genre
Solasteractis est un genre de cnidaires anthozoaires de la famille des Cerianthidae.

## Liste des espèces
Selon World Register of Marine Species (9 janvier 2023) :
- Solasteractis macropoda Van Beneden, 1897

## Systématique
Le nom valide complet (avec auteur) de ce taxon est Solasteractis Van Beneden, 1897.